# Bloodrock U.S.A.
Bloodrock U.S.A. — четвёртый студийный альбом американской группы Bloodrock, изданный в марте 1972 года.
Как и на предыдущем альбоме группы, на Bloodrock U.S.A. музыканты продолжают добавлять элементы прогрессивного рока в свои композиции. Перед записью альбома музыканты расстались со своим продюсером и менеджером Терри Найтом. Диск спродюсирован самой группой с помощью Джона Паллдино. Это последний студийный альбом группы с её оригинальными участниками Джимом Ратледжем и Ли Пикенсом. Также это последний альбом, песни для которого написал Джон Нитзингер.
Песня «It’s a Sad World» является кавер-версией одноименной песни группы Israfel. Переиздание на CD включает в себя бонус-трек «Erosion».

## Список композиций
| №                   | Название                     | Автор(ы)                                                  | Длительность |
| ------------------- | ---------------------------- | --------------------------------------------------------- | ------------ |
| 1.                  | «It’s a Sad World»           | Уоррен Хэм, Билл Хэм                                      | 4:25         |
| 2.                  | «Don’t Eat the Children»     | Джон Нитзингер                                            | 3:15         |
| 3.                  | «Promises»                   | Джон Нитзингер                                            | 3:09         |
| 4.                  | «Crazy ’Bout You Babe»       | Р. Кейтс, Снафф Гарретт                                   | 2:45         |
| 5.                  | «Hangman’s Dance»            | Джон Нитзингер                                            | 5:58         |
| 6.                  | «American Burn»              | Джим Рателдж, Стиви Хилл, Ник Тейлор, Ли Пикенс           | 4:00         |
| 7.                  | «Rock & Roll Candy Man»      | Джим Ратледж, Эд Гранди                                   | 3:04         |
| 8.                  | «Abracadaver»                | Джим Рателдж, Стиви Хилл, Ник Тейлор, Ли Пикенс, Рик Кобб | 4:30         |
| 9.                  | «Magic Man»                  | Джим Рателдж, Стиви Хилл, Ли Пикенс, Рик Кобб             | 7:30         |
| 10.                 | «Erosion» (бонус-трек на CD) |                                                           | 2:44         |
| Общая длительность: | Общая длительность:          | Общая длительность:                                       | 41:20        |

## Участники записи
- Джим Ратледж — вокал, продюсер
- Ли Пикенс — соло-гитара, продюсер
- Ник Тейлор — ритм-гитара, бэк-вокал, продюсер
- Стиви Хилл — клавишные, бэк-вокал, продюсер
- Эд Гранди — бас-гитара, бэк-вокал, продюсер
- Рик Кобб — ударные, продюсер
- Джон Паллдино — продюсер

## Позиция в хит-парадах
| Год  | Страна | Хит-парад         | Позиция |
| ---- | ------ | ----------------- | ------- |
| 1972 | США    | Billboard Top LPs | 88      |